# ويندي فولتون
ويندي فولتون (بالإنجليزية: Wendy Fulton)‏ هي ممثلة أمريكية، ولدت في 1959 في Stewartstown, Pennsylvania ‏ في الولايات المتحدة.

## أعمال

### مسلسلات
- الشمال والجنوب
- دالاس

## وصلات خارجية
- ويندي فولتون على موقع IMDb (الإنجليزية)
- ويندي فولتون على موقع ألو سيني (الفرنسية)
- ويندي فولتون على موقع أول موفي (الإنجليزية)
- ويندي فولتون على موقع قاعدة بيانات الأفلام السويدية (السويدية)
- ويندي فولتون على موقع قاعدة بيانات الفيلم (الإنجليزية)
- ويندي فولتون على موقع كينوبويسك (الروسية)